# Karl Mühlberger
Karl von Mühlberger (* 21. August 1857 in Spitz an der Donau; † 15. März 1944 in Wien) war der letzte Kapellmeister beim k.u.k. Tiroler Kaiserjägerregiment Nr. 1. 

## Leben

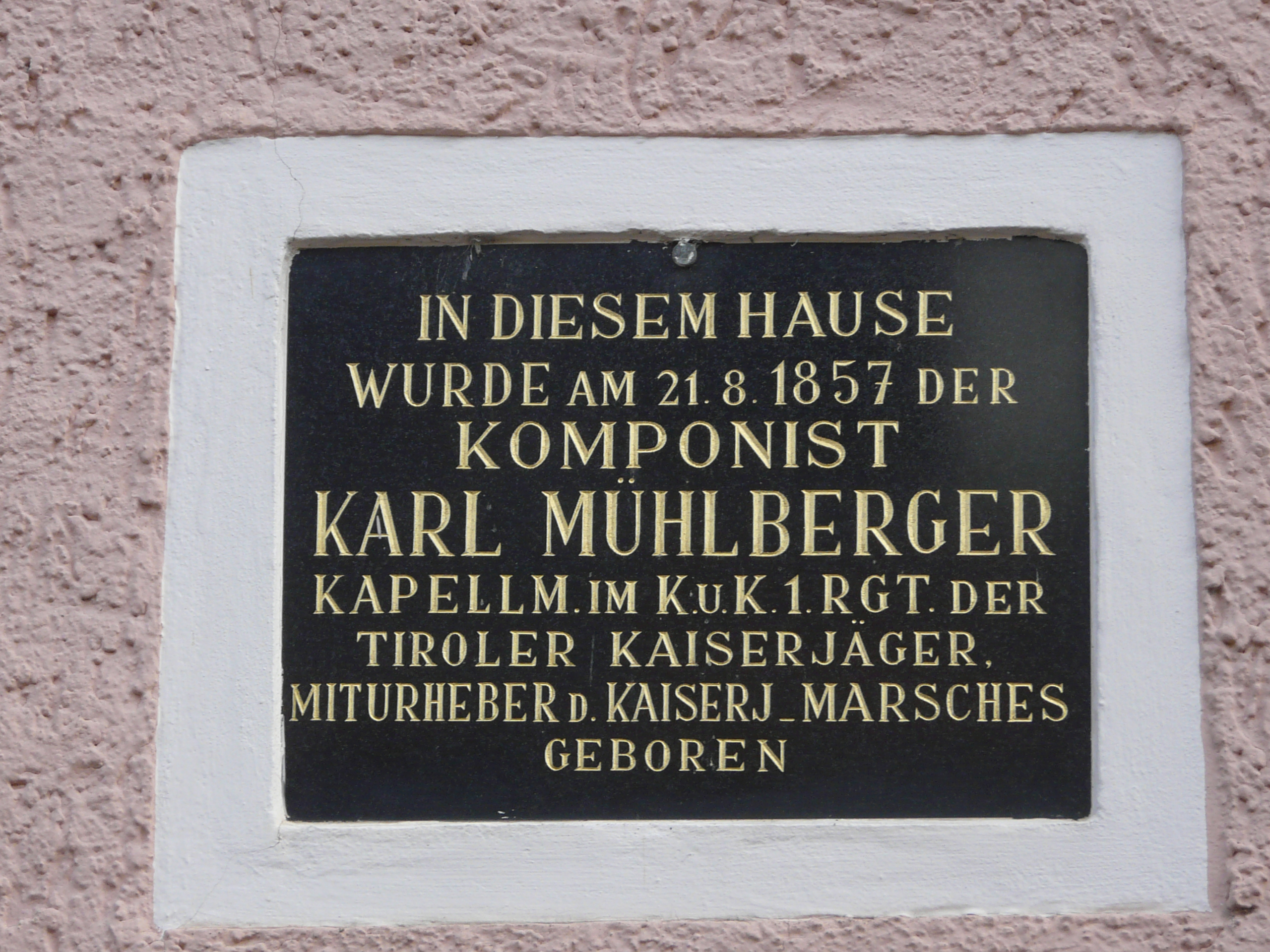
Schild am Geburtshaus von Karl Mühlberger in Spitz

Den ersten Musikunterricht bekam Karl Mühlberger von seinem Vater. Nach der Lehrzeit als Bäcker übersiedelte Karl Mühlberger nach Wien, wo er als Schüler des Konservatoriums u. a. bei Joseph Hellmesberger senior Musikunterricht erhielt. Dort wurde er unter anderem in Violine, Posaune, Klavier und Theorie unterrichtet. Bis zu seiner Einberufung zum Militärdienst bei der k.u.k. Armee im Jahre 1878 schlug er sich als Musikant und Musiklehrer durch. 
Karl Mühlberger spielte nach Ableistung seiner Dienstpflicht 1882 in den Regimentsmusiken des Infanterie-Regiments 84 unter Karl Komzák junior und bei den Hoch- und Deutschmeistern unter Carl Michael Ziehrer. 1885 wurde er unter Ziehrer stellvertretender Regimentstambour und Dirigent. 1890 wechselte Mühlberger als Regimentstambour zum Infanterie-Regiment 47 nach Graz; die dortige Regimentsmusik wurde von Josef Franz Wagner geleitet. Nachdem Wagner das Regiment verlassen hatte, übernahm Rudolf Benczur die Leitung der Militärmusik, wobei Mühlberger einen Großteil der musikalischen Arbeit leistete und als Kapellmeister bezeichnet wurde, obwohl er diese Stellung nicht innehatte. 1895 heiratete Mühlberger die Maurerstochter Karoline Theurer; das Paar hatte einen im Ersten Weltkrieg gefallenen Sohn.
1898 übernahm Karl Mühlberger mit 41 Jahren die Leitung der Kapelle des 1. Regiments der Tiroler Kaiserjäger, die er innerhalb kürzester Zeit zu einer der besten Kapellen der Armee machte; infolgedessen wurde die Innsbrucker Regimentsmusik anlässlich besonderer Jubiläen in den Jahren 1908 und 1910 zu einem Konzert vor dem Kaiser in Bad Ischl bzw. Wien befohlen. Für seine großen Verdienste um die k.u.k. Militärmusik wurde Mühlberger mit dem Goldenen Verdienstkreuz mit der Krone geehrt.

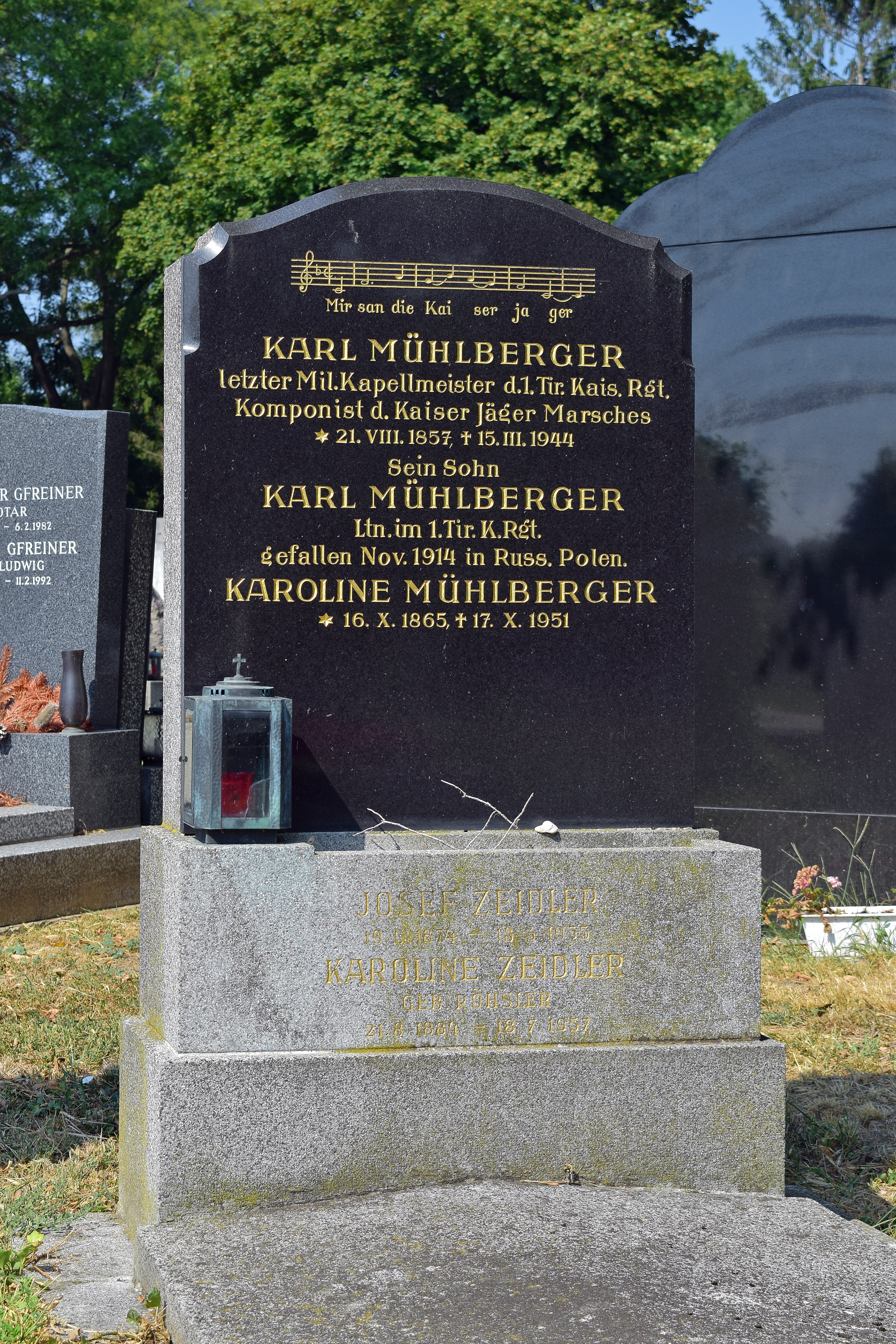
Grabstätte Karl Mühlbergers am Wiener Zentralfriedhof

Den Tiroler Kaiserjägern blieb Mühlberger bis zum Ende des Ersten Weltkriegs treu, wobei er in der Schlacht bei Rawa Ruska verwundet wurde. Ab 1919 war er als Zivilkapellmeister und Musiklehrer tätig. Von 1928 bis 1933 leitete er die Bürgermusikkapelle Seefeld. Innsbruck wurde ihm zur zweiten Heimat. Sein Name hatte in der österreichischen K.u.K. Armee legendären Ruf. Er verstarb anlässlich eines Wienbesuches im Alter von 87 Jahren und wurde in einem ehrenhalber gewidmeten Grab auf dem Wiener Zentralfriedhof (Gruppe 15 F, Reihe 1, Nr. 14) beigesetzt.

## Der Kaiserjägermarsch
Von seinen rund 50 Kompositionen ist der weltberühmte Kaiserjägermarsch („Mir sein die Kaiserjäger“) bis heute lebendig geblieben, der den Namen Mühlberger unsterblich macht. Dieser Regimentsmarsch des 1. Regiments aus dem Jahre 1914, zu welchem der Oberstleutnant im 1. Regiment der Tiroler Kaiserjäger Max Depolo einen Text schrieb, wurde sehr schnell zu „dem“ Marsch der „Soldaten der Berge“ und wurde folgerichtig als HM II, 141 auch unter die deutschen Soldatenmärsche eingereiht, wo er bereits längst heimisch geworden war.

## Werke (Auswahl)
- 1897 Tiroler Kaiserjäger Marsch, op. 23 (gewidmet dem Tiroler Kaiserjäger-Regiment)
- 1914 Kaiserjäger-Marsch, op. 42 - Text: Max Depolo "Mir sein die Kaiserjäger"
- 1917 Erzherzog Albrecht Franz-Marsch op. 43
- Atzbacher Marsch op. 61 (gewidmet dem Musikverein Atzbach)
- Ein Hoch dem ersten Regiment der Tiroler Kaiserjäger
- Hoch Kufstein
- Innsbrucker Cadetten-Marsch op. 13
- Kinzl-Marsch op. 60 (gewidmet Prof. Franz Kinzl)
- Kriegslieder-Marsch
- Kruis Marsch, op. 37 (gewidmet Oberst Friedrich Kruis)
- Oberst Barth von Barthenau-Marsch
- Oberst Novak von Arienti-Marsch op. 41
- Oberst Walter-Marsch
- Speckbacher-Marsch op. 36
- Wachauer-Marsch